# Simon Bolivar Buckner Jr.
Simon Bolivar Buckner, Jr. (Munfordville, 18 luglio 1886 – Isola di Okinawa, 18 giugno 1945) è stato un generale statunitense, noto soprattutto per aver guidato le truppe statunitensi impegnate nella sanguinosa battaglia per la conquista dell'isola di Okinawa, ove fu ucciso, durante le fasi finali della seconda guerra mondiale.

## Biografia
Buckner era figlio di uno dei primi generali della Confederazione, Simon Bolivar Buckner, e della moglie Delia Hayes Claiborne. Frequentò il Virginia Military Institute e l'United States Military Academy a West Point, durante la prima guerra mondiale servì nella neonata aviazione, e con la fine della guerra, per i successivi diciassette anni divise la sua carriera tra gli studi militari a West Point, Fort Benning e Washington D.C. e in qualità di ufficiale istruttore. Nel 1936 divenne ufficiale esecutivo presso il 23º Reggimento di fanteria a Fort Sam Houston in Texas, l'anno seguente venne promosso colonnello e messo al comando del 66º fanteria a Fort Meade nel Maryland. Nel settembre 1938 ebbe il comando del 22º fanteria in Alabama, mentre tra il novembre 1939 e l'agosto 1940 fece parte dello stato maggiore della 6ª Divisione di fanteria.

### Seconda guerra mondiale
Nel 1940 venne promosso brigadier generale, e con lo scoppio del conflitto mondiale venne nominato comandante dell'Alaska Defense Command. Nell'agosto 1941 venne promosso maggior generale, ma quando scoppiarono le ostilità tra gli Stati Uniti d'America e l'Impero giapponese fu uno dei protagonisti della riconquista americana delle isole Aleutine che i giapponesi avevano invaso e occupato a sorpresa nel giugno 1942. La campagna delle isole Aleutine si concluse nell'agosto 1943 con uno sbarco statunitense a Kiska, e nello stesso anno Buckner venne promosso tenente generale.

#### Battaglia di Okinawa
Nel giugno 1944 Buckner fu inviato alle Hawaii per partecipare all'organizzazione della 10ª Armata composta da personale misto dell'esercito e dei marines che avrebbe dovuto partecipare all'invasione americana di Formosa (operazione «Causeway»). Assieme all'ammiraglio Raymond Spruance, Buckner avversò fortemente uno sbarco a Formosa e d'accordo con il comandante dell'aviazione nel Pacifico generale Millard Harmon, chiese l'annullamento dell'operazione; propose anzi di procedere senza indugio all'attacco degli arcipelaghi delle isole Bonin e delle Ryūkyū. Dato che lo scopo principale dell'avanzata in queste ultime isole era quello di impadronirsi delle basi aeree più grandi per i bombardamenti preparatori sul Giappone e per istituire un «corridoio aereo» fra l'arcipelago nipponico e gli aeroporti nemici a Formosa e Luzon, fu concordato di occupare prima di tutto una base sussidiaria su un'isola intermedia, di facile conquista, allo scopo di fornire un punto d'appoggio ai quadrimotori Boeing B-29 Superfortress.

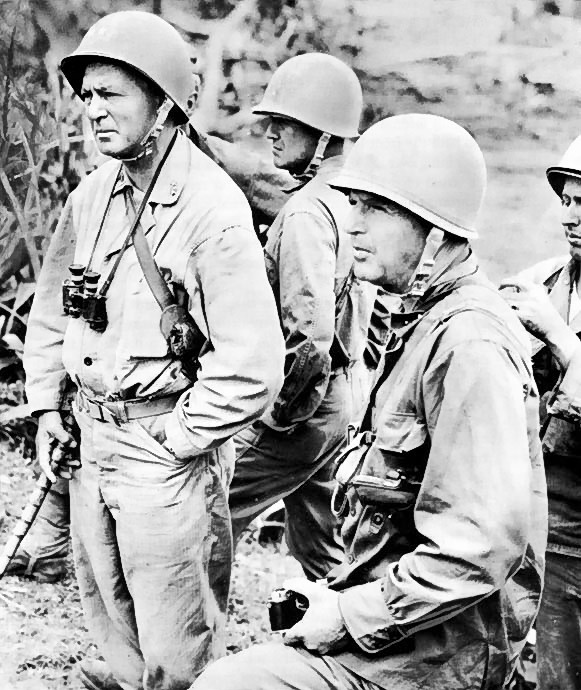
Il generale Buckner, in primo piano, osserva le operazioni della 6ª Divisione assieme a Sheperd

La scelta cadde su Iwo Jima nelle Bonin, che già disponeva di due aerodromi. Al generale Douglas MacArthur fu affidata l'invasione di Luzon, prevista per il 20 dicembre 1944, mentre l'ammiraglio Chester Nimitz fu invece autorizzato a sbarcare su Iwo Jima il 19 febbraio. Una volta occupata l'isola sarebbe scattata l'operazione «Iceberg», ossia lo sbarco sull'isola di Okinawa, per il quale sarebbero state impiegate le forze di terra della 10ª Armata del tenente generale Buckner originariamente predisposte per l'operazione, annullata, «Causeway».
La sua armata era composta da sei divisioni di veterani, metà appartenenti a divisioni dell'esercito e metà dei marines; la fanteria aveva compiuto manovre a Espiritu Santo e Leyte, mentre i marines a Guadalcanal.
Durante la battaglia di Okinawa, Buckner condusse le sue truppe durante la difficile e sanguinosa avanzata verso la parte meridionale dell'isola, dove la fanatica resistenza giapponese e le difficoltà ambientali crearono non pochi problemi alle truppe americane. La lenta avanzata fece nascere duri contrasti tra il generale Buckner e l'ammiraglio Nimitz, il quale lamentava pesanti perdite navali per via degli attacchi aerei kamikaze contro la sua flotta, troppo esposta al largo di Okinawa. Il comandante della United States Pacific Fleet premeva perché Buckner accelerasse i ritmi dell'avanzata, ma la 10ª Armata doveva fare i conti con la formidabile linea Shuri, e Buckner preferì attenersi ad un atteggiamento più attendista e calcolato.
A metà aprile, dopo i primi infruttuosi assalti alla linea, Buckner respinse la proposta di sbarcare truppe alle spalle delle truppe nemiche; secondo il generale le scogliere a sud dell'isola erano troppo pericolose, le spiagge inadatte per sbarcarvi i rifornimenti e un'eventuale testa di ponte avrebbe dovuto vedersela con la nutrita guarnigione giapponese concentrata a sud. Il ragionamento di Buckner si rivelò logico ma impreciso; pur temendo una manovra del genere, il comandante della 32ª Armata giapponese a Okinawa, Mitsuru Ushijima, fu costretto a trasferire la sua divisione di retroguardia a nord per rafforzare la linea Shuri attaccata nella zona di Maeda dai marines. Il 25 aprile i giapponesi erano già lungo la Shuri e in un certo qual modo Buckner perse l'occasione di prendere alle spalle i giapponesi a corto di uomini.
Il generale americano però non si fece trovare impreparato a fine maggio; la linea Shuri era stata scardinata in più punti e l'omonimo castello stava per essere conquistato, così nella notte tra il 27 e il 28 maggio Ushijima iniziò a ritirare le sue truppe dalla linea Shuri col favore delle tenebre. Questo fatto non sfuggì alla ricognizione americana e Buckner emanò rapidamente nuove istruzioni che prevedevano un nuovo attacco alla linea per continuare a premere sull'avversario e allo stesso tempo ordinò a tutte le artiglierie terrestri e navali, supportate dall'aviazione dei marines, di martellare incessantemente le truppe giapponesi in ritirata per impedirgli di riattestarsi sulla difensiva. Ushijima riuscì a sfuggire al terribile bombardamento, ma l'azione fulminea di Buckner causò grosse perdite alla già provata guarnigione giapponese; Ushijima perse circa 4.000 uomini e centinaia tra carri, veicoli e pezzi d'artiglieria.

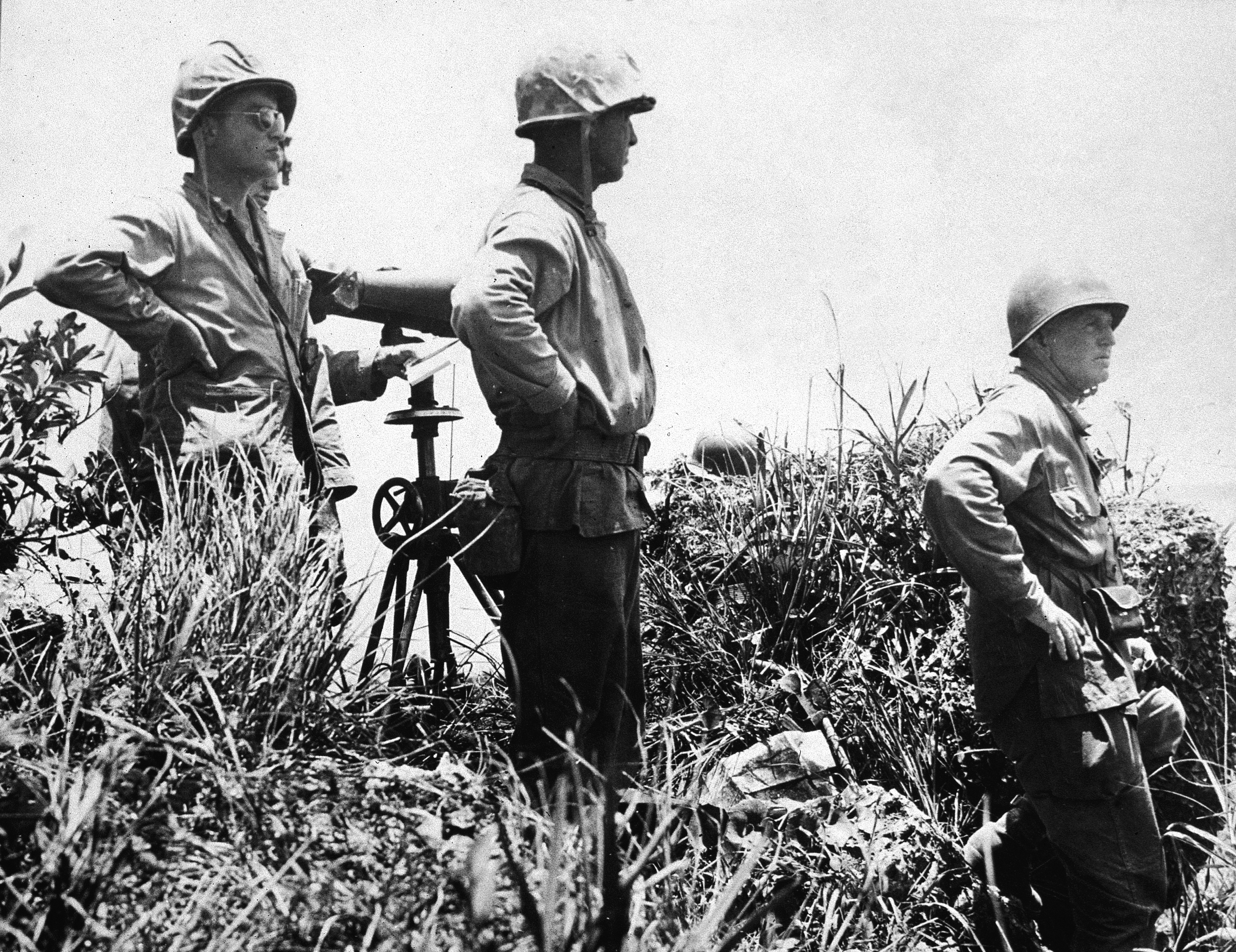
L'ultima foto di Buckner prima di essere colpito da una scheggia il 18 giugno 1945

Il generale Buckner si disse molto soddisfatto dello sfondamento, affermando che «Ushijima ha sbagliato ritirandosi dalla linea Shuri [...] Ormai è fatta, non resta che eliminare le ultime sacche di resistenza. Questo non significa che non ci saranno combattimenti, ma i giapponesi non saranno più in grado di organizzare un'altra linea difensiva»
Le previsioni di Buckner si rivelarono errate, e Ushijima riuscì ad attestarsi con i suoi ultimi 50.000 uomini (tra cui moltissimi combattenti inesperti reclutati sull'isola) lungo le alture ad una decina di chilometri a sud di Shuri, tra i rilievi dominati dalle colline Yuza-dake e Yaeju-dake, che attraversavano buona parte dell'estremità meridionale dell'isola. Il 1º giugno gli americani iniziarono ad avvicinarsi, rallentati dal fango che arrivava alle caviglie e impediva ai corazzati di muovere al di fuori delle rotabili, ma dopo diciassette giorni di furiosi combattimenti la 32ª Armata era ormai sgominata, e quello stesso giorno Buckner inviò a Ushijima l'invito alla resa, che non venne presa in considerazione da Ushijima.
Paradossalmente fu proprio Buckner il giorno seguente ad andare incontro alla fine; recatosi in prima linea per controllare di persona la situazione venne colpito da una scheggia di granata nel petto. Il generale morì in pochi minuti, solo sei giorni prima della conquista totale di Okinawa. Assieme a Lesley James McNair, Frank Maxwell Andrews e Millard Harmon fu uno dei generali più alto in grado a perire durante la guerra, ma fu l'unico ad essere stato ucciso dal fuoco nemico. Quello stesso giorno il comandante del III Corpo anfibio dei marines Roy Geiger fu promosso tenente generale e nuovo comandante della 10ª Armata.
Simon Bolivar Buckner, Jr. fu seppellito nel cimitero di famiglia a Frankfort nel Kentucky, venne promosso generale postumo con un atto del Congresso (Legge 83-508) il 19 luglio 1954. Fu sposato con Adele Blanc Buckner (1893–1988), con la quale ebbe tre figli, Simon Bolivar Buckner III, Mary Blanc Buckner, e William Claiborne Buckner.